# Stasin (gmina Wojciechów)
Stasin – wieś w Polsce położona w województwie lubelskim, w powiecie lubelskim, w gminie Wojciechów.
W latach 1975–1998 miejscowość należała administracyjnie do województwa lubelskiego.
Wieś stanowi sołectwo gminy Wojciechów. Według Narodowego Spisu Powszechnego z roku 2011 wieś liczyła 190 mieszkańców.
Wierni Kościoła rzymskokatolickiego należą do parafii św. Teodora w Wojciechowie.

## Części wsi
| SIMC    | Nazwa          | Rodzaj    |
| ------- | -------------- | --------- |
| 0999370 | Stasin-Kolonia | część wsi |

## Ochotnicza Straż Pożarna
We wsi znajduje się remiza strażacka i działa jednostka OSP. 

## Koło Gospodyń Wiejskich
W Stasinie działa Koło Gospodyń Wiejskich „Lawenda”. W 2021 koło zdobyło pierwsze miejsce w kategorii „Wieńce tradycyjne” na dożynkach gminno-parafialnych w Wojciechowie. Umożliwiło to udział na dożynkach powiatowych w Bełżycach, gdzie w tej samej kategorii koło dostało drugie miejsce. A we wrześniu 2021 roku wyróżnienie w konkursie na najpiękniejszy tradycyjny wieniec dożynkowy podczas dożynek prezydenckich.